# Petar od Cardone
Petar od Cardone, znan i kao Petar Folch (katalonski: Pere Folc; španjolski: Pedro Folch; umro u Alcoveru 11. travnja 1530. od kuge) bio je katalonski plemić; potkralj Katalonije, biskup Urgella te nadbiskup Tarragone.
Postao je biskup 1472. godine, a nadbiskup 23. svibnja 1515.
Imao je palaču u Barceloni, gdje je u goste primio Karla I., kralja cijele Španjolske, kao i Franju I., kralja Francuske. Kao veliki ljubitelj kulture, Petar je mnogo pomagao raznim umjetnicima.

## Obitelj
Bio je sin grofa Ivana Ramóna Folcha III. od Cardone (Joan Ramon Folc III de Cardona; 1418. – 1486.), koji je bio i potkralj Sicilije.
Majka mu je bila konkubina grofa Ivana III.; njezino ime je nepoznato.
Petrov polubrat je bio grof Ivan Ramón Folch IV.; Petar je imao i maćehu Izabelu.